# Shaira Luna
Shaira Luna (Manila, 20 de septiembre de 1986) es una fotógrafa de moda filipina, anteriormente ya conocida en su país por su participación en un programa infantil para niños superdotados.

## Biografía
Shaira nació en el barrio manileño de Malate como hija única del empresario Bong Luna y la dentista Jenny Luna. Desde muy pequeña sus padres ya descubrieron sus grandes dotes: con seis meses ya hablaba fluidamente y con tan sólo un año ya podía escribir y leer el alfabeto. 
A la edad de dos años ya tocaba el piano y el violín y se mostraba interesada en aprender idiomas como el español y el francés, hablando ya inglés con fluidez, aunque no era su lengua materna. Observadas sus capacidades, sus padres buscaron ayuda profesional y trabajadores del Departamento de Educación de Filipinas descubrieron que tenía un coeficiente intelectual equivalente a una niña de sexto grado (de alrededor de 11 años de edad o superior). Según su madre, este nivel de inteligencia podría deberse a razones hereditarias, ya que numerosos de sus antepasados se habían graduado con resultados sobresalientes. Shaira Luna fue invitada a asistir a sexto grado en la Universidad Cristiana de Filipinas (PCU), sabiéndose además que sólo se aburría en la escuela infantil. De paso se buscaba desarrollar sus capacidades sociales, ya tendía a mostrarse muy tímida en público.
Con 13 años Shaira Luna ya entró en la Universidad De La Salle para estudiar Biología, aunque tras varios cursos finalmente abandonó la universidad.

## Carrera como fotógrafa
Tras comprarse una Canon EOS 350D, su primera réflex digital, y mientras todavía estudiaba en la universidad, comenzó a practicar fotografía durante meses. 
Cuando abandonó sus estudios en 2006 su deseo inmediato era sumergirse en su afición a la fotografía, para los cual se dedicó a ello de modo autodidacta pero a tiempo completo. En este sentido, su formación fue totalmente práctica; fotografiaba de todo: retratos, eventos, bodegones, cumpleaños,partidos de baloncesto, funerales… Según ella ha declarado posteriormente, así, de modo gradual y organizado, acabó convirtiéndose en su modo de vida.
Actualmente es una de las patrocinadoras de la conocida cadena de ropa y complementos de segunda mano de su país (ukay-ukay ) y ha aparecido en numerosos programas de televisión y participado en dos películas.

## Libros
- 2018. “Playing long after us”[5][6]

## Filmografía
- 2014. “The gifted”[7]
- 2016. “Always be my maybe”